# Silvia Vásquez-Lavado
Pour les articles homonymes, voir Vásquez (homonymie).
Silvia Vásquez-Lavado, née à Lima au Pérou le 6 septembre 1974, est une alpiniste et entrepreneuse péruvienne.

## Jeunesse
Silvia Vasquez-Lavado naît et grandit à Lima, au Pérou, durant l'insurrection du Sentier lumineux. Elle est victime d'abus sexuels dans son enfance et sa mère l'encourage à quitter le Pérou.
Elle immigre aux États-Unis grâce à une bourse du programme Fulbright. Elle fréquente l'Université de Millersville en Pennsylanie,.

## Carrière d'alpiniste
Pour soigner une dépression, Silvia Vásquez-Lavado participe, en 2005, à une retraite de méditation au Pérou. Elle raconte que c'est cet évènement qui l'a menée vers l'alpinisme.
Quelques mois plus tard, en octobre 2005, elle décide de se rendre au pied du mont Everest. Après un trek de quatre jours, elle arrive à la base de l'Everest et se lance dans l'ascension du Kala Pattar. Elle atteint le sommet de l'Everest en mai 2016, et devient la première Péruvienne à réaliser l'exploit.
En juin 2018, elle est devenue la première femme ouvertement lesbienne à gravir les Sept sommets.

### Sommets
Silvia Vásquez-Lavado est l'une des rares femmes au monde à avoir terminé les « huit sommets (en) », gravissant les monts :
- Kilimandjaro (Tanzanie) en septembre 2006
- Elbrouz (Russie) en août 2007
- Aconcagua (Argentine) en janvier 2014
- Mont Kosciuszko (Australie) en mars 2015
- Puncak Jaya (Indonésie) en mars 2015
- Massif Vinson (Antarctique) en décembre 2015
- Everest (Népal) en mai 2016
- Denali (Alaska) en juin 2018

## Activisme
En 2014, Silvia Vásquez-Lavado lance Courageous Girls, une organisation à but non lucratif qui aide les survivantes d'abus sexuels à se reconstruire,. Courageous Girls développe des projets au Népal, en Inde, aux États-Unis et au Pérou.

## Reconnaissance
Silvia Vásquez-Lavado est nommée par le magazine Fortune comme l'une des principales entrepreneuse de 2015. CNET la cite parmi les 20 personnalités d'Amérique latine les plus influentes de la Silicon Valley.
Elle est aussi reconnue par le gouvernement péruvien comme l'une des ambassadrices de « Marca Peru » (ambassadeurs du pays).
En novembre 2020, l'annonce d'un biopic In the Shadow of the Mountain retraçant sa vie est confirmée. Selena Gomez devrait interpréter Silvia Vásquez-Lavado et produire le film.